# Бриџвотер (Њујорк)
Бриџвотер (енгл. Bridgewater) град је у америчкој савезној држави Њујорк.

## Демографија
По попису из 2010. године број становника је 470, што је 109 (-18,8%) становника мање него 2000. године.
| Група             | 2000.       | 2010.       |
| Белци             | 559 (96,5%) | 447 (95,1%) |
| Афроамериканци    | 4 (0,7%)    | 1 (0,2%)    |
| Азијати           | 0 (0,0%)    | 3 (0,6%)    |
| Хиспаноамериканци | 11 (1,9%)   | 14 (3,0%)   |
| Укупно            | 579         | 470         |